# Frank Novotny
Frank Novotny (* 3. Oktober 1905 in Triesch, Mähren; † 1973) war ein deutscher Manager.

## Werdegang
Novotny absolvierte eine kaufmännische Ausbildung. Er war zunächst für verschiedene Verbände und Organisationen in Prag und Wien tätig. 1946 trat er in die Konzernverwaltung des Volkswagenwerkes in Wolfsburg ein. Er wurde Leiter der Abteilung für Presse- und Öffentlichkeitsarbeit und nach Umwandlung des Unternehmens in eine Aktiengesellschaft im August 1960 Mitglied des Vorstandes. Er war enger Vertrauter von Generaldirektor Heinrich Nordhoff und verstand es, mit in enger Zusammenarbeit ausgearbeiteten medialen Inszenierungen, dessen Arbeit ins rechte Licht zu setzen.
Nach Nordhoffs Tod im Frühjahr 1968 verlor Novotny zunehmend an Einfluss. Ende 1970 schied er aus Altersgründen aus dem VW-Vorstand aus.

## Ehrungen
- 1968: Großes Verdienstkreuz der Bundesrepublik Deutschland